# Nycteroleteridae
Nycteroleteridae — викопна родина примітивних анапсидних плазунів ряду Procolophonomorpha. Родина існувала у пермському періоді, 268–254 млн років тому. Скам'янілі рештки представників родини знайдені на території США та Росії. Родина є близькою групою до пареязаврів. Це були, в основному, дрібні хижаки, можливо і комахоїдні.